# Plastonomus octoguttatus
Plastonomus octoguttatus är en spindelart som beskrevs av Simon 1903. Plastonomus octoguttatus ingår i släktet Plastonomus och familjen krabbspindlar.
Artens utbredningsområde är Madagaskar. Inga underarter finns listade i Catalogue of Life.